# Nag Hammadi

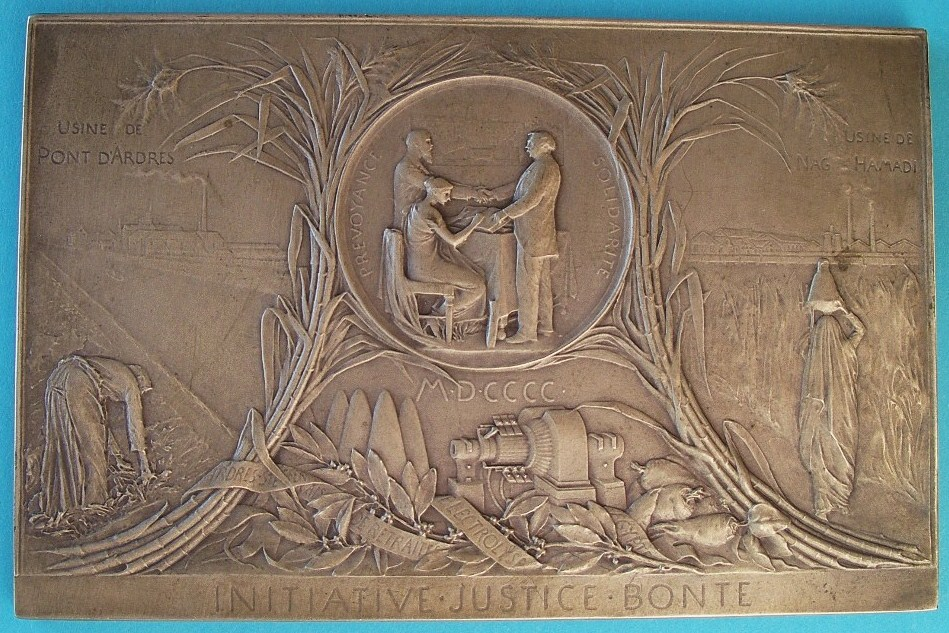
Placa unei rafinării locale de zahăr, 1901

Nag Hammadi (/ˌnɑːɡ həˈmɑːdi/ nahg-_-hə-MAH-dee; arabă نجع حمادى Najʿ Ḥammādī) este un oraș din Egiptul de Sus. Este situat pe malul de vest al Nilului, în guvernoratul Qena, la aproximativ 80 km nord-vest de Luxor. În 2007, a avut o populație de aproape 43.000 de locuitori.

## Istorie
Orașul Nag Hammadi este numit după fondatorul său, Mahmoud Pasha Hammadi, un membru al familiei Hammadi din Sohag, Egipt. Mahmoud Pașa Hammadi a fost un proprietar major în Sohag și cunoscut pentru opoziția sa puternică față de stăpânirea britanică în Egipt, începând cu 1882.
Nag Hammadi se află la aproximativ 5 km vest de anticul Chenoboskion⁠(d) (în greacă veche Χηνοβόσκιον). Biblioteca Nag Hammadi, o colecție importantă de texte gnostice din secolul al II-lea (printre care și Apocrifa lui Ioan), a fost găsită la Jabal al-Ṭārif⁠(d) lângă Nag Hammadi în 1945.
Orașul a fost locul masacrului de la Nag Hammadi din ianuarie 2010, în care opt creștini copți au fost împușcați de trei bărbați. În total, nouăsprezece creștini copți au fost atacați.

## Economie
Zahărul și aluminiul sunt produse în Nag Hammadi. Fabrica de zahăr Nag Hammadi a fost construită în 1895-1897 de antreprenorii francezi Cail și Fives. Era încă în funcțiune în 2018. Egyptalum este cel mai mare producător de aluminiu din Orientul Mijlociu.